# Foot Ball Club Torino 1930-1931
Questa voce raccoglie le informazioni riguardanti il Foot Ball Club Torino nelle competizioni ufficiali della stagione 1930-1931.

## Stagione
Nella stagione 1930-1931 il Torino disputò il campionato di Serie A.

## Divise
| 1ª divisa |

## Organigramma societario
Area direttiva
- Presidente: Giovanni Vastapane

Area tecnica
- Allenatore: Vittorio Morelli di Popolo

## Rosa
| N. |                   | Ruolo | Calciatore             |
| -- | ----------------- | ----- | ---------------------- |
|    | Italia (bandiera) | P     | Vincenzo Bosia         |
|    | Italia (bandiera) | P     | Eugenio Staccione (II) |
|    | Italia (bandiera) | D     | Cesare Martin (II)     |
|    | Italia (bandiera) | D     | Maggiorino Mongero     |
|    | Italia (bandiera) | D     | Feliciano Monti (III)  |
|    | Italia (bandiera) | D     | Giovanni Spiotta       |
|    | Italia (bandiera) | C     | Giuseppe Aliberti      |
|    | Italia (bandiera) | C     | Adolfo Baloncieri (c)  |
|    | Italia (bandiera) | C     | Antonio Janni          |
|    | Italia (bandiera) | C     | Marco Lorini           |
|    | Italia (bandiera) | C     | Franco Maja            |
|    | Italia (bandiera) | C     | Dario Martin (III)     |

| N. |                    | Ruolo | Calciatore              |
| -- | ------------------ | ----- | ----------------------- |
|    | Italia (bandiera)  | C     | Quinto Miotti           |
|    | Brasile (bandiera) | C     | Guglielmo Piantoni      |
|    | Italia (bandiera)  | C     | Mario Sperone           |
|    | Italia (bandiera)  | A     | Aldo Giuseppe Borel (I) |
|    | Italia (bandiera)  | A     | Guglielmino Casaro      |
|    | Italia (bandiera)  | A     | Francesco Franzoni      |
|    | Italia (bandiera)  | A     | Francesco Imberti       |
|    | Italia (bandiera)  | A     | Julio Libonatti         |
|    | Italia (bandiera)  | A     | Antonio Oreste Porta    |
|    | Italia (bandiera)  | A     | Filippo Prato           |
|    | Italia (bandiera)  | A     | Gino Rossetti (II)      |
|    | Italia (bandiera)  | A     | Onesto Silano           |

## Risultati

### Serie A

#### Girone di andata
| Roma 28 settembre 1930, ore 15:00 UTC+1 1ª giornata | Lazio              | 0 – 0 | Torino | Stadio Rondinella\| Arbitro: \| Scorzoni (Bologna) \| |
| Arbitro:                                            | Scorzoni (Bologna) |       |        |                                                       |

| Arbitro: | Zaffiri (Genova) |

|                      |           |  |
| G. Rossetti 49’, 74’ | Marcatori |  |

| Arbitro: | Garbieri (Genova) |

|                           |           |  |
| Mazzoni 43’ Subinaghi 72’ | Marcatori |  |

| Arbitro: | Dani (Genova) |

|                                                              |           |  |
| Libonatti 22’ Prato 31’, 47’, 82’ Rossetti II 72’ Silano 75’ | Marcatori |  |

| Arbitro: | Caironi (Milano) |

|                             |           |  |
| Maini 4’, 32’ Reguzzoni 70’ | Marcatori |  |

| Arbitro: | Zorzi (Belluno) |

|                                                  |           |  |
| Prato 11’ Sperone 30’ Baloncieri 75’ Imberti 86’ | Marcatori |  |

| Arbitro: | Lenti (Genova) |

|               |           |             |
| Libonatti 83’ | Marcatori | 86’ Ranelli |

| Arbitro: | Pessato (Monfalcone) |

|            |           |                           |
| Chiesa 27’ | Marcatori | 16’ Silano 89’ Baloncieri |

| Arbitro: | Guarnieri (Milano) |

|  |           |            |
|  | Marcatori | 65’ Silano |

| Arbitro: | Giorgi (Gallarate) |

|  |           |                           |
|  | Marcatori | 36’ Bodini I 64’ Levratto |

| Arbitro: | Malagodi (Ferrara) |

|           |           |  |
| Gatti 75’ | Marcatori |  |

| Arbitro: | Rovida (Milano) |

|                           |           |  |
| Munerati 13’ Cesarini 26’ | Marcatori |  |

| Arbitro: | Caironi (Milano) |

|                 |           |                                                 |
| Rossetti II 73’ | Marcatori | 11’ Costantino 15’ (aut.) Mongero 25’, 54’ Volk |

| Arbitro: | Dani (Genova) |

|             |           |  |
| Borel I 23’ | Marcatori |  |

| Arbitro: | Zorzi (Belluno) |

|            |           |            |
| Minoia 25’ | Marcatori | 19’ Silano |

| Arbitro: | Turbiani (Ferrara) |

|                              |           |                 |
| Libonatti 9’, 78’ Silano 17’ | Marcatori | 19’ Sallustro I |

| Arbitro: | Garbieri (Genova) |

|             |           |                   |
| Autelli 43’ | Marcatori | 32’ (aut.) Chiodi |

#### Girone di ritorno
| Arbitro: | Guarnieri (Milano) |

|                          |           |  |
| Libonatti 13’ Silano 85’ | Marcatori |  |

| Arbitro: | Mastellari (Bologna) |

|              |           |  |
| Colaussi 75’ | Marcatori |  |

| Arbitro: | Gama (Milano) |

|             |           |             |
| Imberti 43’ | Marcatori | 78’ Mazzoni |

| Arbitro: | Dani (Genova) |

|                               |           |  |
| Meazza 18’, 59’ Blasevich 32’ | Marcatori |  |

| Arbitro: | Lenti (Genova) |

|                 |           |           |
| Rossetti II 85’ | Marcatori | 20’ Maini |

| Arbitro: | Scorzoni (Bologna) |

|           |           |               |
| Bosio 61’ | Marcatori | 37’ Libonatti |

| Arbitro: | Scorzoni (Bologna) |

|                                    |           |               |
| Reggiani 21’ Frisoni II 34’ (rig.) | Marcatori | 82’ Libonatti |

| Arbitro: | Dani (Genova) |

|                                                        |           |               |
| Rossetti II 2’ Agosteo 56’ (aut.) Monti III 69’ (rig.) | Marcatori | 43’ Colombo I |

| Arbitro: | Bevilacqua (Viareggio) |

|                                                                   |           |  |
| Libonatti 10’, 70’ Baloncieri 12’ Silano 16’ Monti III 74’ (rig.) | Marcatori |  |

| Arbitro: | Barlassina (Novara) |

|                                       |           |                            |
| Patri 26’ Banchero I 48’ Bodini I 54’ | Marcatori | 58’ Rossetti II 85’ Silano |

| Arbitro: | Beretta (Novi Ligure) |

|            |           |  |
| Silano 30’ | Marcatori |  |

| Arbitro: | Dani (Genova) |

|               |           |             |
| Libonatti 78’ | Marcatori | 27’ Ferrari |

| Arbitro: | Guarnieri (Milano) |

|                              |           |               |
| Celoria 34’, 37’ Gardini 70’ | Marcatori | 60’ Libonatti |

| Arbitro: | Guarnieri (Milano) |

|                                                 |           |               |
| Costantino 10’, 18’, 53’ Fasanelli 32’ Volk 52’ | Marcatori | 85’ Libonatti |

| Arbitro: | Dani (Genova) |

|                               |           |              |
| Lorini 62’ Libonatti 83’, 84’ | Marcatori | 24’ Sternisa |

| Napoli 21 giugno 1931, ore 15:30 UTC+1 33ª giornata | Napoli                 | 0 – 2 tav. | Torino | Stadio Giorgio Ascarelli\| Arbitro: \| Bevilacqua (Viareggio) \| |
| Arbitro:                                            | Bevilacqua (Viareggio) |            |        |                                                                  |

| Arbitro: | Tagliabue (Milano) |

|                                            |           |               |
| Silano 27’, 44’ Imberti 63’ Baloncieri 90’ | Marcatori | 20’ Fiammengo |

## Statistiche

### Statistiche di squadra
| Competizione | Punti | In casa | In casa | In casa | In casa | In casa | In casa | In trasferta | In trasferta | In trasferta | In trasferta | In trasferta | In trasferta | Totale | Totale | Totale | Totale | Totale | Totale | DR |
| Competizione | Punti | G       | V       | N       | P       | Gf      | Gs      | G            | V            | N            | P            | Gf           | Gs           | G      | V      | N      | P      | Gf     | Gs     | DR |
| ------------ | ----- | ------- | ------- | ------- | ------- | ------- | ------- | ------------ | ------------ | ------------ | ------------ | ------------ | ------------ | ------ | ------ | ------ | ------ | ------ | ------ | -- |
| Serie A      | 36    | 17      | 11      | 4       | 2       | 39      | 14      | 17           | 3            | 4            | 10           | 13           | 29           | 34     | 14     | 8      | 12     | 52     | 43     | +9 |

### Statistiche dei giocatori[3]
| Giocatore         | Serie A  | Serie A |
| Giocatore         | Presenze | Reti    |
| ----------------- | -------- | ------- |
| G. Aliberti       | 9        | 0       |
| A. Baloncieri     | 30       | 4       |
| A.G. Borel (I)    | 1        | 1       |
| V. Bosia          | 23       | -30     |
| G. Casaro         | 2        | 0       |
| F. Franzoni       | 3        | 0       |
| F. Imberti        | 13       | 3       |
| A. Janni          | 9        | 0       |
| J. Libonatti      | 29       | 14      |
| M. Lorini         | 5        | 1       |
| F. Maja           | 3        | 0       |
| C. Martin (II)    | 32       | 0       |
| D. Martin (III)   | 20       | 0       |
| Q. Miotti         | 3        | 0       |
| M. Mongero        | 32       | 0       |
| F. Monti (III)    | 33       | 2       |
| Piantoni          | 3        | 0       |
| A.O. Porta        | 1        | 0       |
| F. Prato          | 20       | 4       |
| G. Rossetti (II)  | 29       | 7       |
| O. Silano         | 34       | 11      |
| M. Sperone        | 28       | 1       |
| Spiotta           | 1        | 0       |
| E. Staccione (II) | 11       | -13     |